# Franco Ferri
Franco Ferri (Roma, 20 agosto 1922 – Roma, 29 gennaio 1993) è stato un partigiano e politico italiano.

## Biografia

Ferri (quarto da destra, seduto con le gambe incrociate) fra i gappisti romani

Studiò alla normale di Pisa, dove, nel 1941, entrò in contatto con il Partito comunista italiano. Dopo l'armistizio dell'8 settembre entrò come gappista nella Resistenza romana, con il nome di battaglia "Furio". Il 28 aprile 1944 fu catturato e torturato dalla banda Koch. Dopo la liberazione di Roma entrò  nei gruppi di Combattimento del Regio Esercito ed assegnato al "Cremona", combattendo sul Senio dove fu ferito.
Finita la guerra riprese gli studi laureandosi in lettere nel 1947.
Nel 1956 divenne segretario generale dell'Istituto Gramsci, di cui in seguito, nel 1973, divenne direttore, carica che mantenne fino al 1979. Per l'Istituto ha curato la raccolta delle carte e degli scritti di Palmiro Togliatti.
È stato componente del Comitato centrale del PCI dal 1969 al 1983 e deputato nell'VIII e IX legislatura.